# Alvedin Nezirovac
Alvedin Nezirovac, född 8 augusti 1987, är en före detta svensk fotbollsspelare.
Hans moderklubb är Landskrona BoIS. Han värvades i augusti 2010 av FC Rosengård från Motala AIF. Han avslutade karriären 2016 på grund av skador. 
Han har spelat tre landskamper för Sveriges U19-landslag.